# بريم (كوم حمادة)
قرية بريم هي إحدى القرى التابعة لمركز كوم حمادة في محافظة البحيرة في جمهورية مصر العربية. حسب إحصاءات سنة 2006، بلغ إجمالي السكان في بريم 11239 نسمة، منهم 5771 رجل و5468 امرأة.

## التاريخ
قرية بريم من القرى القديمة، حيث وردت في مشترك تحفة الإرشاد، وفي التحفة السنية لابن الجيعان من أعمال البحيرة.